# 南路道 (奉天)
南路道，中华民国初期行政区划名。
民国二年（1913年）1月，北洋政府公布三个《划一令》。2月，裁兴凤道，划全省为中路道、东路道、西路道、南路道、北路道5道。民国三年（1914年），南路道改名辽沈道。 